# Weinmannia ouaiemensis
Weinmannia ouaiemensis är en tvåhjärtbladig växtart som först beskrevs av Guillaumin & Virot, och fick sitt nu gällande namn av Hoogland. Weinmannia ouaiemensis ingår i släktet Weinmannia och familjen Cunoniaceae. Inga underarter finns listade i Catalogue of Life.